# Carica Zhang Yan
Zhang Yan (tradicionalni kineski: 張嫣; pinyin: Zhāng Yān) (? - 163. pr. Kr.), poznata pod formalnom titulom Carica Xiaohui (孝惠皇后), bila je carica Kine za vrijeme dinastije Han. Bila je kći princeze Luyuan (kćeri cara Gaoa i carice Lü) te Zhang Aoa, princa od Zhaoa. 
Godine 192. pr. Kr. ju je nakon smrti djeda, cara Gaoa, baka Lü natjerala da se uda za njenog sina (i vlastitog ujaka) Huija koji je postao novi car. U tom braku nije bilo djece, ali je, po nalogu carice majke Lü, Zhang Yan dala likvidirati nekoliko žena - carskih konkubina - i njihovu djecu usvojiti kao svoje, odnosno Huijeve sinove. Dvojica od tih sinova su kasnije postala carevi - Liu Gong i Liu Hong - ali ih je Zhang Yan obojicu nadživjela, preživjevši metež klana Lü godine 180. pr. Kr. 
Umrla je sedamnaest godina kasnije.